# Kondakovia longimana
Kondakovia longimana är en bläckfiskart som beskrevs av Filippova 1972. Kondakovia longimana ingår i släktet Kondakovia och familjen Onychoteuthidae. Inga underarter finns listade i Catalogue of Life.